# Mr. Woodcock
Mr. Woodcock is een Amerikaanse filmkomedie uit 2007 onder regie van Craig Gillespie.

## Verhaal
John Farley was op de middelbare school een dik allesbehalve sportief jongetje. Het maakte hem tot een van de favoriete mikpunten van de naar sadisme neigende gymleraar Jasper 'Mr.' Woodcock (Billy Bob Thornton), die een ijzeren regime voerde, geen enkel medelijden had met 'de zwakken' en zich tot doel stelde zijn leerlingen fysiek weerbaar hun verdere leven in te sturen.
Dertien jaar later is Farley opgegroeid (Seann William Scott) en de succesvolle schrijver van een boek over hoe het verleden te verwerken en met zelfvertrouwen in het leven te staan. Een van de prijzen die hij krijgt aangeboden is de sleutel van het gehuchtje in Nebraska waar hij opgroeide. Zijn enkel en alleen door ambitie gedreven manager Maggie (Amy Poehler) wil de uitnodiging om deze in ontvangst te nemen weggooien, maar Farley wil dolgraag gaan.
Aangekomen in zijn vroegere woonplaats zoekt Farley eerst zijn moeder Beverly (Susan Sarandon) op, die alleenstaand is sinds Farleys vader overleed toen hij jong was. Ditmaal vertelt ze hem verheugd dat ze sinds vijf maanden een relatie heeft met een man die ze erg leuk vindt. Tot Farleys afgrijzen blijkt het om Mr. Woodcock te gaan.

## Rolverdeling
- Melissa Sagemiller - Tracy
- Ethan Suplee - Nedderman
- Kurt Fuller - Councilman Luke
- Melissa Leo - Sally Jansen
- Tyra Banks - zichzelf
- Scott Adsit - verkoper